# Linoleumsnitt

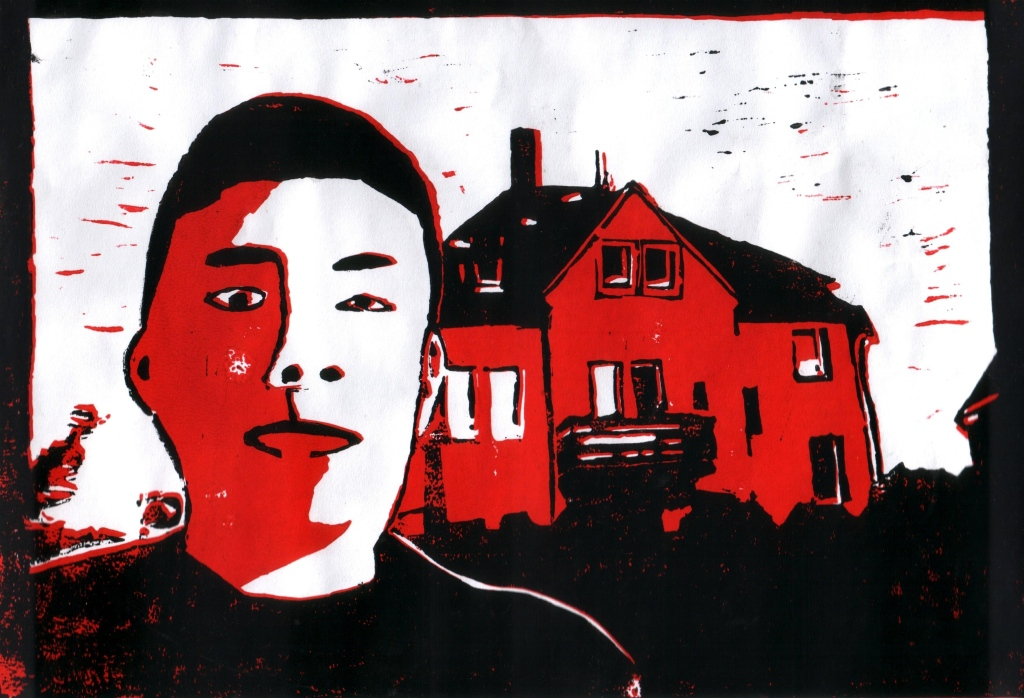
Linoleumtryck i färg

Linoleumsnitt är en grafisk teknik av typen högtryck.
Tekniken går ut på att man skär ut det som ska vara vitt ur en linoleumplatta som man sedan färgar in med en gummivals och trycker.
Linoleumsnitt är en av de enklaste och billigaste tryckteknikerna och är därför populär i såväl bildundervisningen i skolan som bland konstnärer som eftersträvar det expressiva uttrycket.